# The Last Stand
The Last Stand (česky Poslední odpor) je osmé studiové album švédské powermetalové kapely Sabaton. Vydáno bylo 19. srpna 2016, podílel se na něm producent Peter Tägtgren a obal alba vytvořil Peter Sallaí, který s kapelou spolupracuje již od alba Carolus Rex (2012). Kapela k albu vydala celkově tři singly, „The Lost Battalion“, „Blood of Bannockburn“ a „Shiroyama“. K příležitosti dokončení nahrávání alba byla také zahájena výroba speciálního piva Sabaton, které bylo pojmenováno The Last Beer.
Album se umístilo na prvních příčkách v některých evropských hitparádách, mezi kterými byla také česká. Od ledna do dubna 2017 probíhalo evropské turné společně s kapelami Accept a Twilight Force. V dubnu a květnu 2017 proběhlo také headline turné v USA a Kanadě.

## Před vydáním

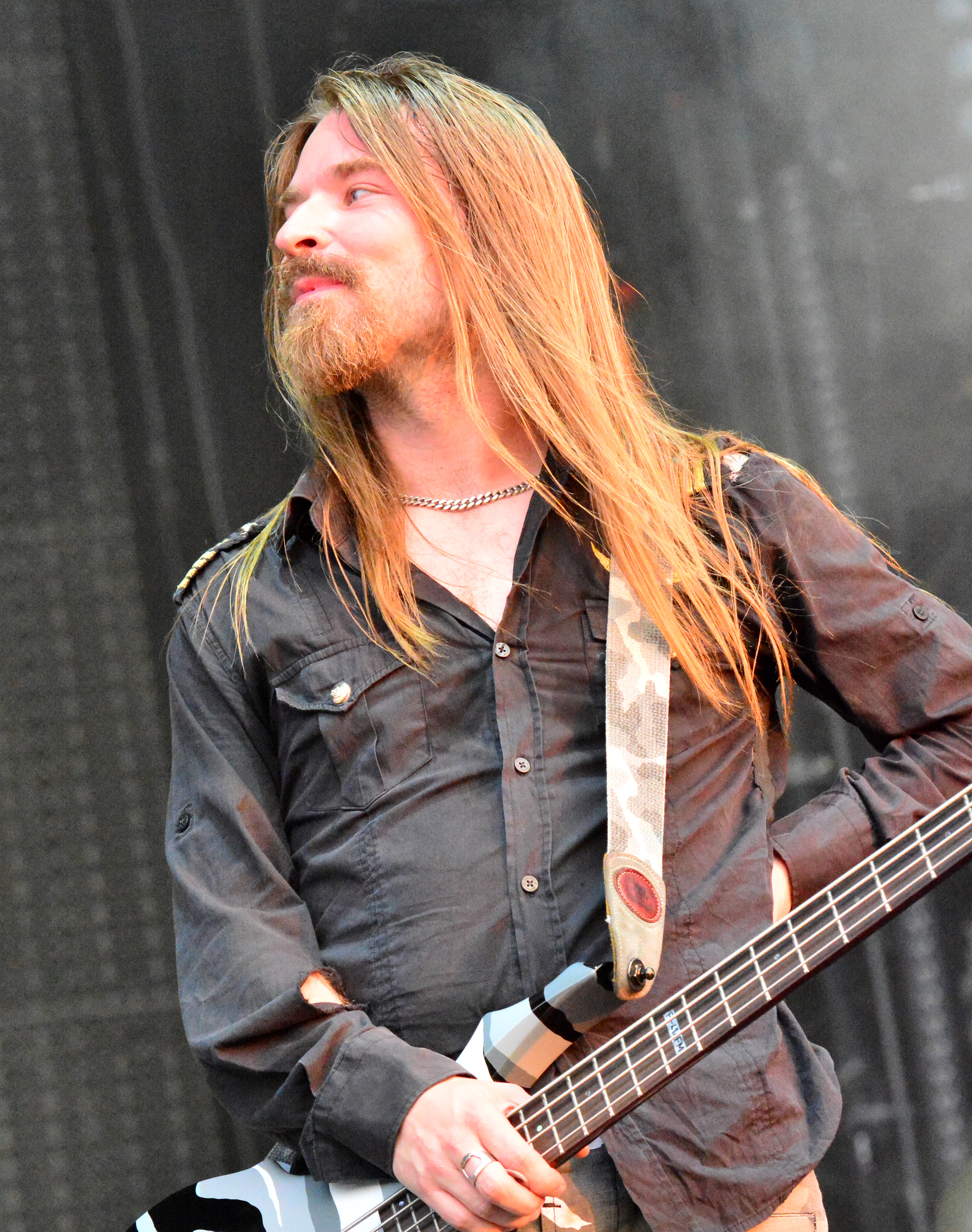
Pär Sundström (2015)

Informace o připravovaném albu poprvé prozradil zpěvák kapely Joakim Brodén na začátku dubna 2016 v rozhovoru pro český rockový magazín Spark. Původně se mělo jednat o pokračování alba Heroes nazvaném Commanders. To mělo být o vojenských vůdcích, jako byl například Adolf Hitler, Josif Vissarionovič Stalin nebo Alexandr Veliký. Z tohoto nápadu ovšem sešlo kvůli nesouhlasu vydavatelství a možných problémech při prezentaci těchto témat v některých státech. Brodén ovšem zároveň řekl, že Sabaton v budoucnu možná vydá album s podobným tématem. Brodén s baskytaristou Sabatonu Pärem Sundströmem původně plánovali vydat The Last Stand jako bonusové mini CD k jinému albu, nakonec se však rozhodli nahrát plnohodnotné album s tímto tématem.
29. dubna 2016 byl na oficiálních stránkách kapely zveřejněn obal alba, název a datum vydání, které bylo stanoveno na 19. srpna 2016. Sundström o nahrávce řekl, že bude popisovat příběhy vojáků v různých časových úsecích a v různých historických bitvách.
Ve video upoutávkách k nadcházejícímu turné pojmenovaném The Last Tour kapela postupně zveřejňovala části písně „Winged Hussars“. 10. června byl zveřejněn seznam skladeb a první singl nazvaný „The Lost Battalion“. 15. července oficiálně vyšel druhý singl k albu, píseň „Blood of Bannockburn“. Ta měla ovšem svoji premiéru již o den dříve, a to na švédském rádiu Bandit Rock. 12. srpna, týden před vydáním, byl zveřejněn třetí a zároveň poslední singl „Shiroyama“.

## Vydání
Album oficiálně vyšlo 19. srpna 2016 u Nuclear Blast na CD a v digitální podobě. K dostání je v normální CD verzi, jako 2 LP, v digibook edici obsahující bonusové DVD se záznamem koncertu v Nantes a earbook edici. Ta obsahuje dvanáctipalcový (30,48 centimetrů) plakát, foto kartu, CD s albem a bonusem, 2 LP a sadu trsátek. Kapela The Last Stand vydala i v limitované tankové edici, která obsahuje dvoukilový model tanku a earbook edici. Jako bonusové písně kapela k albu nahrála coververze písní „Camouflage“ (Stan Ridgway), „All Guns Blazing“ (Judas Priest) a „Afraid to Shoot Strangers“ (Iron Maiden).
Den po vydání, 20. srpna, Sabaton vystoupili na svém vlastním festivalu Sabaton Open Air ve Falunu, kde poprvé album The Last Stand zahráli živě. Na festivalu kapela také představila nového kytaristu Tommyho Johanssona, který část koncertu odehrál. Johansson vystřídal Thobbeho Englunda, jenž už v červenci oznámil, že se kapelu z osobních důvodů rozhodl opustit, a tento koncert byl jeho posledním.

## Skladby
Přes půl hodiny dlouhé album otevírá píseň „Sparta“ s klávesami ve stylu „Ghost Division“ z alba The Art of War a kapela se zde zvukově vrací právě k této nahrávce. Námětem písně jsou činy tří stovek sparťanů bojujících v bitvě u Thermopyl. Následuje „Last Dying Breath“, ve které jsou opět slyšet pro Sabaton charakteristické klávesy a Brodén zde střídá nižší a vyšší party. Tato skladba vypravuje příběh Dragutina Gavriloviće během bitvy o Bělehrad v roce 1915. Třetí skladbou a zároveň druhým singlem je téměř tříminutová „Blood of Bannockburn“ o bitvě u Bannockburnu v roce 1314. Píseň je hraná v rychlém a veselém rytmu a na pozadí jsou slyšet skotské dudy a Hammondovy varhany. „Diary of an Unknown Soldier“ slouží jako intro k následující písni „The Lost Battalion“, která byla vydána již v červnu jako první singl. Píseň pojednává o devíti rotách americké 77. pěší divize během bitvy první světové války v sektoru Meuse-Argonne. V této skladbě jsou místo bicích použity vojenské zbraně. Zvuk basového bubnu nahradil zvuk 12,7mm kulometu, místo rytmického bubnu je slyšet 9mm pistole a místo činel je použit zvuk bajonetu procházejícího lidským tělem.

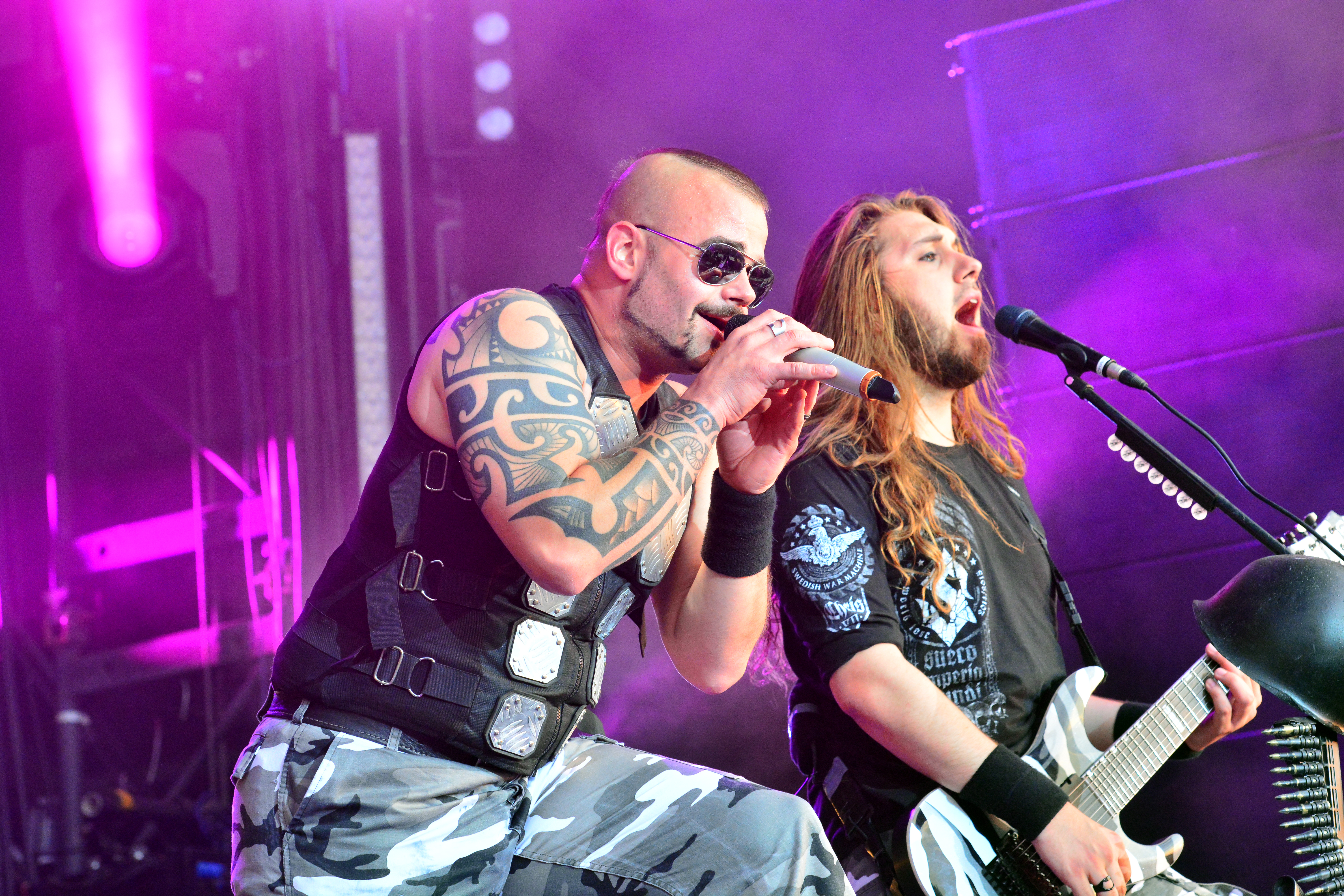
Joakim Brodén a Chris Rörland (2015)

Druhou polovinu alba otevírá píseň „Rorke's Drift“, která vypráví o bitvě o Rorke's Drift z britsko-zulské války. „Rorke's Drift“ je rychlá píseň, ve které mají hlavní roli především kytary. Po „Rorke's Drift“ následuje titulní píseň alba o odporu švýcarské gardy během Sacco di Roma. Jedná se o pompézní, až muzikálovou píseň s mohutnými a ke konci výše zpívanými refrény. Osmou skladbou je třetí singl, „Shiroyama“, ve kterém jsou opět mohutně slyšet klávesy. „Shiroyama“ vypráví příběh bitvy o Širojamu, ve které z původních 500 samurajů zůstalo pouhých 40. Další píseň, svižně hraná „Hill 3234“, popisuje událost z roku 1988 při bitvě o kótu 3234. Předposlední píseň alba, „Winged Hussars“ pojednává o polských husarech a o bitvě u Vídně. Píseň je postavená na silných kytarových a klávesových riffech. Závěrečnou písní alba je „The Last Battle“, ve které se zpívá o bitvě o hrad Itter. V té bok po boku bojovali američtí vojáci a jednotka wehrmachtu proti jednotkám SS. Píseň je pozitivně laděná a jejím vrcholem je epický refrén.

## Kritika
Hned první týden po vydání se The Last Stand umístilo na první pozici ve švédské a ve finské hitparádě a na druhé pozici v německé hitparádě Media Control Charts. V belgickém žebříčku Ultratop album obsadilo čtvrté místo. Deska se také stala nejprodávanějším albem v Česku pro 34. týden v roce 2016 (22. srpna – 28. srpna). V březnu roku 2017 poté kapela za album převzala zlatou desku za více než 2 500 prodaných nosičů v Česku. Zlatou deskou byla nahrávka oceněna také ve Švédsku a v Polsku. The Last Stand se probojovalo též do první desítky světové hitparády, konkrétně obsadilo šesté místo.
Český redaktor David Havlena z rockového magazínu Spark nahrávku označil za nejpestřejší album dosavadní kariéry kapely. Zároveň ale připustil, že postrádá kompaktnost materiálu a že předchozí Heroes bylo rozhodně silnějším albem. V celkovém hodnocení redaktorů magazínu dostala nahrávka 4,26 bodů z 6 možných. Podle Michaela van Rijswijka se jedná o nejlepší desku, kterou Sabaton dosud nahráli. Tento editor nizozemského magazínu Aardschok zároveň vyzdvihl singl „The Lost Battalion“. Jiří Matýsek v recenzi pro hudební server musicserver.cz album ohodnotil sedmi hvězdičkami z deseti a označil ho jako „pořádnou porci výživného, široce přístupného metalu“. Také ale napsal, že se při poslechu „čas od času dostavuje neodbytný pocit předvídatelnosti“.

## The Last Tour

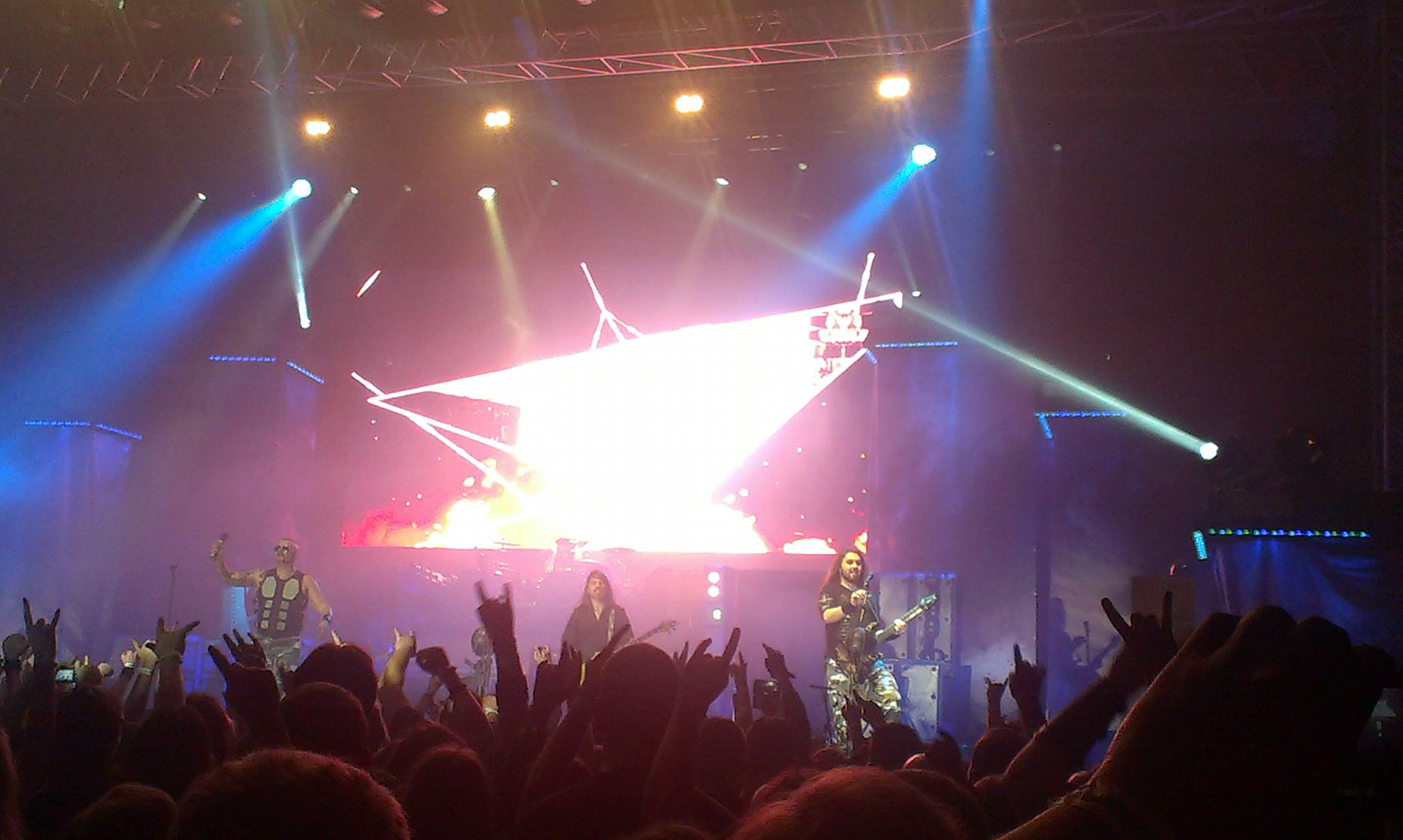
Sabaton během koncertu v Praze

Hned na začátku ledna 2017 společně s předkapelami Accept a Twilight Force začalo evropské turné, které podle alba dostalo název The Last Tour. Baskytarista Sundström před začátkem turné prohlásil, že se bude jednat o největší a nejlepší turné, které kapela dosud absolvovala. Turné, během něhož skupiny odehrály celkem 56 vystoupení ve 26 zemích, bylo zakončeno první den v dubnu ve švédském městě Luleå. Během této koncertní šňůry Sabaton vystoupili také ve vyprodané pražské Tipsport areně. Tento koncert s návštěvností 13 000 lidí byl největším sólovým vystoupením v dosavadní historii Sabaton. Na pódiu byla zároveň kapele předána zlatá deska za více než 2 500 prodaných nosičů v Česku.
Po turné v Evropě proběhla také koncertní šňůra v USA a v Kanadě. Sabaton na tomto turné vystupovali jako headliner poprvé od roku 2012 a jako předkapely s nimi jely skupiny Leave’s Eye’s a Battle Beast.

## Seznam skladeb
Texty napsal(i) Joakim Brodén/Pär Sundström.
| Pořadí | Název                       | Hudba            | Téma                                      | Délka |
| ------ | --------------------------- | ---------------- | ----------------------------------------- | ----- |
| 1.     | Sparta                      | Brodén/Kängström | Bitva u Thermopyl                         | 4:25  |
| 2.     | Last Dying Breath           | Brodén/Kängström | Dragutin Gavrilović                       | 3:26  |
| 3.     | Blood of Bannockburn        | Brodén           | Bitva u Bannockburnu                      | 2:57  |
| 4.     | Diary of an Unknown Soldier | Brodén           | Meuse-argonnská ofenzíva                  | 0:51  |
| 5.     | The Lost Battalion          | Brodén           | Ztracený prapor                           | 3:39  |
| 6.     | Rorke's Drift               | Brodén           | Bitva o Rorke's Drift                     | 3:28  |
| 7.     | The Last Stand              | Brodén/Rörland   | odpor švýcarské gardy během Sacco di Roma | 3:58  |
| 8.     | Hill 3234                   | Brodén/Sundström | Bitva o kótu 3234                         | 3:31  |
| 9.     | Shiroyama                   | Brodén/Englund   | Bitva o Širojamu                          | 3:36  |
| 10.    | Winged Hussars              | Brodén           | Polští husaři/Bitva u Vídně               | 3:53  |
| 11.    | The Last Battle             | Brodén           | Bitva o hrad Itter                        | 3:12  |

| Bonus          | Bonus                                         | Bonus |
| Pořadí         | Název                                         | Délka |
| -------------- | --------------------------------------------- | ----- |
| 12.            | Camouflage (Stan Ridgway cover)               | 3:56  |
| 13.            | All Guns Blazing (Judas Priest cover)         | 3:58  |
| 14.            | Afraid to Shoot Strangers (Iron Maiden cover) | 3:58  |
| Celková délka: | Celková délka:                                | 48:55 |

| Live DVD (digibook a earbook edice) | Live DVD (digibook a earbook edice) | Live DVD (digibook a earbook edice) |
| Pořadí                              | Název                               | Délka                               |
| ----------------------------------- | ----------------------------------- | ----------------------------------- |
| 1.                                  | The March to War                    | 2:00                                |
| 2.                                  | Ghost Division                      | 4:06                                |
| 3.                                  | Far From the Fame                   | 3:46                                |
| 4.                                  | Uprising                            | 6:00                                |
| 5.                                  | Midway                              | 4:09                                |
| 6.                                  | Gott Mit Uns                        | 3:27                                |
| 7.                                  | Resist and Bite                     | 4:34                                |
| 8.                                  | Wolfpack                            | 5:06                                |
| 9.                                  | Dominium Maris Baltici              | 5:33                                |
| 10.                                 | Carolus Rex                         | 6:48                                |
| 11.                                 | Swedish Pagans                      | 4:51                                |
| 12.                                 | Soldier of 3 Armies                 | 4:12                                |
| 13.                                 | Attero Dominatus                    | 3:58                                |
| 14.                                 | The Art of War                      | 5:12                                |
| 15.                                 | Wind of Change (Scorpions cover)    | 1:23                                |
| 16.                                 | To Hell and Back                    | 4:25                                |
| 17.                                 | Night Witches                       | 4:25                                |
| 18.                                 | Primo Victoria                      | 6:00                                |
| 19.                                 | Metal Crüe                          | 7:47                                |

## Obsazení
- Joakim Brodén – zpěv
- Pär Sundström – basová kytara, doprovodné vokály
- Chris Rörland – kytara, doprovodné vokály
- Thobbe Englund – kytara, doprovodné vokály
- Hannes Van Dahl – bicí